# Gheorghe Rákóczi al II-lea

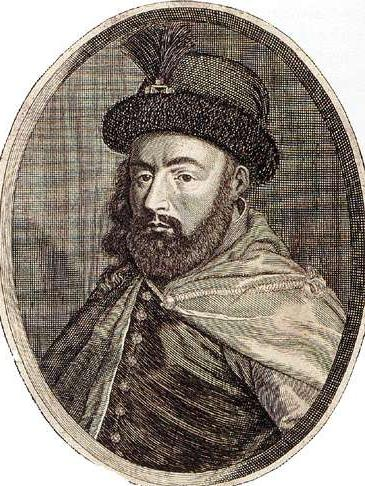
Gheorghe Rákóczi al II-lea
(1621-1660)

Gheorghe Rákóczi al II-lea (în maghiară II. György Rákóczi), (n. 30 ianuarie 1621, Sárospatak, Borsod-Abaúj-Zemplén, Ungaria – d. 7 iunie 1660, Oradea, Imperiul Otoman) a fost principe al Transilvaniei între 1648-1660. A fost fiul lui Gheorghe Rákóczi I și al Suzanei Lorántffy.

## Biografie
A fost ales principe al Transilvaniei la 19 februarie 1642, în timpul vieții tatălui sau. La 3 februarie 1643 s-a căsătorit cu Sofia Báthory de Șimleu.
La urcarea pe tron (octombrie 1648), și-a exprimat ambițiile asupra tronului Poloniei.
În vederea acestui obiectiv, s-a aliat cu cazacii conduși de Bogdan Hmelnițki și cu domnii Moldovei și Țării Românești, Vasile Lupu și Matei Basarab.
În 1657, aliat cu Carol X Gustav al Suediei, a condus o armată de 40.000 soldați împotriva regelui polonez Ioan II Cazimir, în a treia parte al celui de-al Doilea Război Nordic (1655-1660).
A cucerit Cracovia și a intrat în Varșovia, dar alianța cu suedezii căzând, planurile sale s-au prăbușit. În iulie 1657, a fost înfrânt de polonezi în bătălia de la Czarny Ostrów, dar a fost lăsat să se întoarcă în Transilvania. Aici, la 3 noiembrie 1657, Dieta Transilvaniei, la cererea Sublimei Porți, l-a detronat, din cauză că a purtat un război neautorizat de sultan, dar în ianuarie 1658 a fost reinstalat ca principe al Transilvaniei de Dieta reunită la Mediaș. A fost iarăși revocat de turci, apoi din nou instalat de Dietă. Atunci, turcii au invadat Transilvania și l-au învins în bătălia de la Gilău (mai 1660).
A fugit la Oradea, unde a murit din cauza rănilor suferite în luptă.